# Pirttibacka friluftsområde

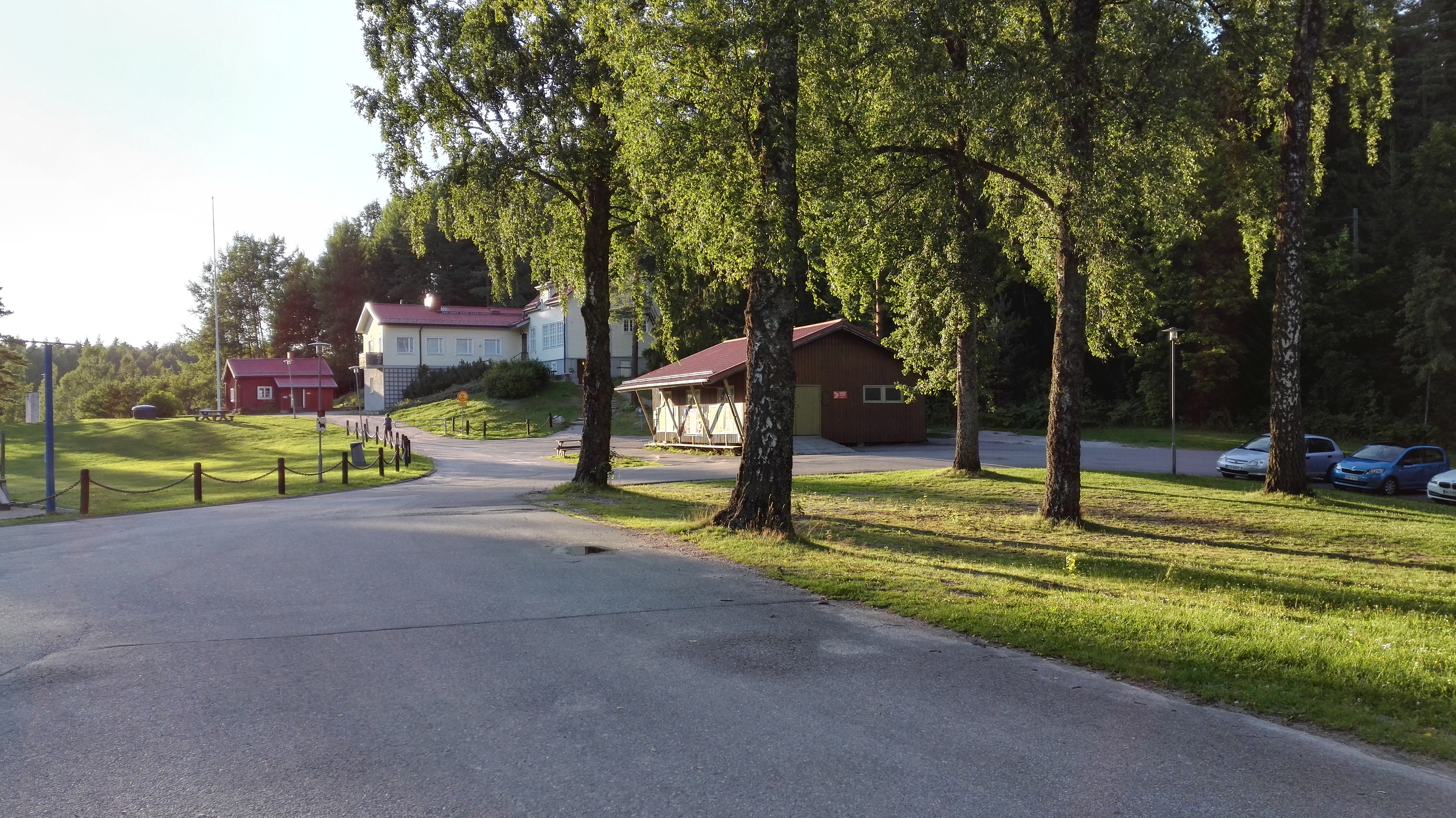
Pirttibacka friluftsstuga

Pirttibacka friiluftsområde (finska: Pirttimäen ulkoilualue) är ett friluftsområde i Gunnars och Noux i Esbo i Finland. Det har en storlek på 430 hektar. Pirttibacka var ursprungligen en skogsgård vid namn Dahlbacka, som Helsingfors stad köpte 1946.
Pirttibacka ligger mellan sjöarna Bodom träsk och Noux Långträsk. Det utformades under istiden och kännetecknas av stora höjdskillnader och branta klippsluttningar. Där finns också flera små sjöar, dammar och kärr. I nordväst angränsar Pirttibacka till friluftsområdet Karjakaivo som ägs av Helsingfors stad, och som ligger nära Solvalla idrottsinstitut.
I östra delen av Pirttibacka, vid Gunnarsvägen, i norra änden av Bodom träsk, finns en friluftsstuga med kafé. Det finns campingområden vid stranden av dammarna i området. Från Pirttbaxka friluftsstuga till Solvalla går en 7,4 kilometer lång led, och det finns också även andra leder i området.